# LB 11146
LB 11146あるいはPG 0945+246は、しし座にある白色矮星同士の連星である。その中でもとても珍しい星系で、白色矮星のうち1つは、ありふれた水素の大気を持つ白色矮星だが、もう1つは既知の白色矮星の中で最強水準の磁場を持つ。また、2つの白色矮星の質量を合計すると、チャンドラセカール限界を超え、Ia型超新星の理論に一石を投じる存在でもある。

## 名称
LB 11146という名称は、ミネソタ大学天文台のルイテンが1955年から1969年にかけて発表した、50本に及ぶ『微光青色星の捜索 (A Search for Faint Blue Stars)』の一連の報文に記載の天体一覧を総合した、ルイテン青色 (Luyten Blue) カタログの11146番目の天体であることを意味する。

## 特徴

### スペクトル
LB 11146が注目を集めたきっかけは、そのスペクトルにある。スペクトルに水素の吸収線がみられる、スペクトル型DAの白色矮星約130個の中で、ただ一つ水素だけでは説明できない輪郭のスペクトルを示したのが、LB 11146であった。
LB 11146のスペクトルは、水素と同定できた吸収線の輪郭も、単独のDA型白色矮星では説明できないもので、連星ではないかと考えられた。観測されたスペクトルから、理論的に再現したDA型白色矮星のスペクトルを差し引くと、化学特性の不明な白色矮星のスペクトルが残った。残ったスペクトルの紫外域のエネルギー分布を調べると、強い磁場の影響下にある水素のライマンαのものと解釈できる成分が存在し、白色矮星としての物理的性質が予想できるようになった。その結果、LB 11146は、表面温度や質量がよく似た二つの白色矮星からなる連星で、白色矮星の一方は通常のDA型星 (LB 11146a)、もう一方は強磁場白色矮星 (LB 11146b) と考えられるようになった。
ライマンα成分の他に、赤外域でもバルマー線由来の成分がみられることから、LB 11146bも水素を主成分とする大気を持つと考えられ、スペクトル型はDAXPとされているが、水素では説明できない吸収成分が存在し、ヘリウムによるものではないかと考えられている。

### 磁場
LB 11146bの磁場の強度は、およそ670メガガウスと見積もられており、これは既知の白色矮星の中で最も強いものの一つである。一方で、LB 11146aの方は、検出できる程の強さの磁場は持っておらず、LB 11146bと比較すると、少なくとも数千倍は弱い。LB 11146以前には、接触連星や質量移動がある連星以外で、強磁場白色矮星がみつかった例はほとんどなかった。このような奇妙な対の連星が、どのようにしてできるのかについて、個々の恒星の進化と連星の進化、いずれに原因があるのかは不明である。

### 質量・軌道
LB 11146の二つの白色矮星は、どちらも質量が、太陽の9割程度と推定される。つまり、系の合計質量が、チャンドラセカール限界（太陽質量の約1.4倍）を上回っており、もし二つの白色矮星が合体することがあれば、Ia型超新星になる可能性がある、ということである。
Ia型超新星の前駆天体は、白色矮星を含む連星と考えられており、広く支持されている理論では、白色矮星と低質量の主系列星の連星だが、白色矮星同士の連星も候補としては挙げられている。チャンドラセカール限界を突破しうる白色矮星同士の連星は、ずっとみつかっていなかったが、LB 11146の「発見」によって、その実在が初めて確認された。
ただし、LB 11146の二つの白色矮星が将来合体するかどうかは、LB 11146の連星間距離に問題がある。ハッブル宇宙望遠鏡のファイン・ガイダンス・センサによる観測で、連星の分解に成功し、時間をおいて複数回観測した結果、連星の軌道を求めることができた。LB 11146の連星間距離はおよそ0.5AUで、公転周期は130日程度と推定される。この軌道は、将来LB 11146の二つの白色矮星が合体して超新星になると考えるには、離れ過ぎている。しかしながら、LB 11146の存在は、チャンドラセカール限界を超える質量を持つ白色矮星同士の連星の証明であり、白色矮星同士の合体でIa型超新星となる筋書に可能性を示すものであって、実際他に、Ia型超新星の前駆天体候補とされる白色矮星同士の連星もみつかっている。
LB 11146の連星間距離は、合体して超新星となるには離れているが、一方で、質量からして白色矮星へ進化する過程で経てきたであろう漸近巨星枝星段階では、双方の恒星半径が連星間距離を上回り、共通外層を形成していたことが予想されるので、共通外層の進化理論を検証する上では、格好の実例ともいえる。